# Гуанасеви
Гуанасеви (исп. Guanaceví)  —   населённый пункт ив Мексике, входит в штат Дуранго. Население 2087 человек.

## История
В 1604 году город основал Хуан Фонте.